# Amethi (Lucknow)
Amethi is een nagar panchayat (plaats) in het district Lucknow van de Indiase staat Uttar Pradesh. 

## Demografie
Volgens de Indiase volkstelling van 2001 wonen er 11.366 mensen in Amethi, waarvan 53% mannelijk en 47% vrouwelijk is. De plaats heeft een alfabetiseringsgraad van 39%. 